# Нова Вас-об-Сотлі
Нова Вас-об-Сотлі (словен. Nova vas ob Sotli) — поселення в общині Брежиці, Споднєпосавський регіон, Словенія. Висота над рівнем моря: 157,3 м.